# Paul Sjöberg
Paul Leonard Sjöberg (ur. 14 lipca 1897 w Hanko, zm. 16 marca 1978 w Helsinkach) – fiński żeglarz, olimpijczyk, zdobywca brązowego medalu w regatach na letnich igrzyskach olimpijskich w 1952 roku w Helsinkach.
Na Letnich Igrzyskach Olimpijskich 1952 zdobył brąz w żeglarskiej klasie 6 metrów. Załogę jachtu Ralia tworzyli również Ernst Westerlund, Ragnar Jansson, Adolf Konto i Rolf Turkka.